# Madeleine Hunt-Ehrlich
Madeleine Hunt-Ehrlich (nascida em 1987) é uma artista visual e cineasta que vive no Brooklyn, Nova York. O trabalho de Hunt-Ehrlich explora como tema a experiência da mulher negra, o afro-surrealismo e o pan-africanismo. Ela é professora assistente no departamento de Estudos de Mídia da City University of New York, Queens College.

## Carreira
Madeleine Hunt-Ehrlich nasceu em 1987. A artista é formada em cinema e fotografia pela Hampshire College, localizada em Amherst, estado de Massachusetts, e tem mestrado em cinema e novas mídia pela Temple University, na Filadélfia.
Em 2022, o filme Conspiracy, uma coprodução com a artista contemporânea Simone Leigh, estreou na 59ª Bienal de Veneza, The Milk of Dreams como parte do projeto de exposição individual de Simone Leigh no Pavilhão dos Estados Unidos, na qual foi a primeira mulher negra na história norte-americana a realizar tal feito.
Vários dos projetos de pesquisa de Hunt-Ehrlich comentam e revisitam a história da United Order of Tents, uma congregação de mulheres negras que se organizam em defesa de comunidades subservidas em todo o país por anos.
Hunt-Ehrlich apresentou exibições nos principais locais, festivais e instituições de todo o mundo, como o Museu Solomon R. Guggenheim, Museu Whitney, Nova York; Tribeca Film Festival, New Orleans Film Festival, Doclisboa, em Portugal, e Escola do Instituto de Arte de Chicago, entre outros.

## Recepção critica
As produções cinematográficas de Hunt-Ehrlich foram apresentadas em festivais de cinema nos Estados Unidos e no exterior. Em 2020, Hunt-Ehrlich foi selecionada como uma das 25 New Faces of Independent Film (25 Novas Faces do Filme Independente) pela Filmmaker Magazine.

De acordo com a crítica especializada: 
“Quer o cenário cinematográfico mais amplo esteja ou não pronto para mudar, Hunt-Ehrlich está aprimorando sua própria abordagem distinta para a dramatização de histórias negras, que valoriza a opacidade e a abstração sobre a narrativa linear”.

## Exposições (seleção)
Em 2023, o Pérez Art Museum Miami, Flórida, apresenta a instalação cinematográfica Too Bright to See (Parte I), produzida por Sophie Luo e Mike S. Ryan. Este ensaio cinematográfico de Hunt-Ehrlich comenta sobre a vida da escritora e ativista feminista Suzanne Roussi-Césaire, da Martinica, cujo legado impactou artistas relevantes do século XX, como o pintor cubano Wifredo Lam e o escritor francês André Breton. A peça foi produzida em filme 16mm. A exposição recebeu apoio do Instituto Cultural Caribenho do Caribe do Pérez Art Museum Miami, do Instituto Cultural Caribenho, da Fundação Jerome, do Conselho Estadual de Artes de Nova York (NYSCA) e do Film/Video Studio no Wexner Center for the Arts, na Ohio State University.

## Filmografia (seleção)
- 2019 Spit on the Broom (Cuspir na vassoura) [13]
- 2019 A Quality of Light (Qualidade da luz) [1]
- 2020 Footnote to the West (Nota de rodapé para o Ocidente)[1]
- 2020 Outfox the Grave [1]
- 2023 Too Bright to See (Part I) [Muito claro para ver (parte I)] [14]
- Longa-metragem em produção: The Ballad of Suzanne Césaire ( título provisório)[15]

## Prêmios e reconhecimento
Hunt-Ehrlich recebeu vários prêmios, como o 2022 Creative Capital Award in Experimental Film, Narrative Film; uma Caribbean Cultural Institute Bolsa de Pesquisa, 2022; o 2020 Jerome Hill Artist Fellowship; o 2019 Rema Hort Mann Award; o 2019 UNDO/Ford Foundation Fellowship; o TFI Future Filmmaker Award de 2015; e uma bolsa de estudos de pós-graduação em 2014 do Princess Grace Award.
Em 2020, a artista foi a finalista da Biennale College Cinema, do Festival de Cinema de Veneza. Madeleine Hunt-Ehrlich também recebeu apoio de Rainin Grant, da San Francisco Film Society, para a fase de roteiro do longa-metragem The Ballad of Suzanne Césaire. 